# Шмаково (Варгашинський район)
Шма́ково (рос. Шмаково) — присілок у складі Варгашинського району Курганської області, Росія. Входить до складу Шастовської сільської ради.
Населення — 233 особи (2010, 338 у 2002).